# Kaap Kormakitis
Kaap Kormakitis (Grieks: Ακρωτήριο Κορμακίτη, Turks: Koruçam Burnu of Kormacit Burnu) is een landtong gesitueerd in het midden van de noordkust van het eiland Cyprus. De kaap valt onder controle van de Turkse Republiek Noord-Cyprus en ligt op de westelijke uitlopers van het Kyreniagebergte.
Kaap Kormakitis vormt de noordelijkste begrenzing van de Baai van Morfou (Κολπος Μορφου, Kolpos Morfou/Güzelyurt Körfezi), die westelijk van de stad Güzelyurt/Morfou ligt. De naam van de kaap is afgeleid van het naburige dorp Kormakitis/Koruçam, dat als centrum geldt voor de Cypriotische Maronieten.